# Liste des projets de communes nouvelles en France
Pour les articles homonymes, voir Liste de communes nouvelles.
Pour des articles plus généraux, voir Commune nouvelle et Nombre de communes en France.
| \| n.d. · n.d. · n.d. · n.d. · n.d. · n.d. · Rives de Boutonne · n.d. · n.d. · n.d. · n.d. · n.d. · n.d. · n.d. · Mamirolle · n.d. · n.d. · n.d. · n.d. · n.d. · n.d. · n.d. · n.d. · n.d. · n.d. · n.d. · n.d. · n.d. · n.d. · n.d. · Hesdin-la-Forêt · n.d. · n.d. · n.d. · n.d. · n.d. · n.d. · n.d. · n.d. · n.d. · n.d. \| Localisation des projets de communes nouvelles |
| n.d. · n.d. · n.d. · n.d. · n.d. · n.d. · Rives de Boutonne · n.d. · n.d. · n.d. · n.d. · n.d. · n.d. · n.d. · Mamirolle · n.d. · n.d. · n.d. · n.d. · n.d. · n.d. · n.d. · n.d. · n.d. · n.d. · n.d. · n.d. · n.d. · n.d. · n.d. · Hesdin-la-Forêt · n.d. · n.d. · n.d. · n.d. · n.d. · n.d. · n.d. · n.d. · n.d. · n.d.                                                      |

Cet article contient la liste des projets de communes nouvelles, c'est-à-dire la liste des projets de communes nouvelles françaises qui ont fait l'objet de vœux de la part de communes mais pour lesquelles les arrêtés préfectoraux prononçant la création n'ont pas encore été signés. Au fur et à mesure des signatures, les communes nouvelles ont vocation à être transférées dans les articles listant des communes créées par année. À ce titre, cette liste est provisoire. Elle a vocation à être vidée des projets qui aboutissent ou qui échouent et enrichie des nouveaux projets. Les projets sont classés par région puis par département.

## Auvergne-Rhône-Alpes
| Département       | Nom                  | Communes devant fusionner                                                               | Nombre de communes | Nombre d'habitants | Superficie | Stade            |
| ----------------- | -------------------- | --------------------------------------------------------------------------------------- | ------------------ | ------------------ | ---------- | ---------------- |
| Haute-Savoie      | Chamonix-Mont-Blanc  | Chamonix-Mont-Blanc, Les Houches, Servoz et Vallorcine                                  | 4                  | 13 069             | 217,60 km2 | Projet en cours  |
| Métropole de Lyon | Albigny-au-Mont-d'Or | Albigny-sur-Saône, Couzon-au-Mont-d'Or, Curis-au-Mont-d'Or et Saint-Romain-au-Mont-d'Or | 4                  | 7 854              | 11,33 km2  | Projet en cours, |
| Savoie            | Dullin               | Ayn et Dullin                                                                           | 2                  | 866                | 12,75 km2  | Projet en cours  |

## Bourgogne-Franche-Comté
| Département | Nom | Communes devant fusionner                 | Nombre de communes | Nombre d'habitants | Superficie | Stade            |
| ----------- | --- | ----------------------------------------- | ------------------ | ------------------ | ---------- | ---------------- |
| Côte-d'Or   |     | Fontaines-les-Sèches, Planay et Verdonnet | 3                  | 172                | 40,28 km2  | Projet en cours  |
| Côte-d'Or   |     | Saint-Jean-de-Losne et Saint-Usage        | 2                  | 2 371              | 9,94 km2   | Projet en cours, |
| Côte-d'Or   |     | Baigneux-les-Juifs et Orret               | 2                  | 215                | 23,84 km2  | Projet en cours  |
| Nièvre      |     | Marcy et Parigny-la-Rose                  | 2                  | 185                | 18,51 km2  | Projet en cours  |

## Bretagne
| Département     | Nom | Communes devant fusionner        | Nombre de communes | Nombre d'habitants | Superficie | Stade            |
| --------------- | --- | -------------------------------- | ------------------ | ------------------ | ---------- | ---------------- |
| Ille-et-Vilaine |     | La Guerche-de-Bretagne et Rannée | 2                  | 5 318              | 63,48 km2  | Projet en cours, |

## Centre-Val de Loire
| Département | Nom | Communes devant fusionner | Nombre de communes | Nombre d'habitants | Superficie | Stade            |
| ----------- | --- | --- | ------------------ | ------------------ | ---------- | ---------------- |
| Cher        |     | Bruère-Allichamps et La Celle | 2                  | 903                | 26,70 km2  | Projet en cours, |
| Loiret      |     | Audeville, Césarville-Dossainville, Intville-la-Guétard, Morville-en-Beauce, Pannecières, Rouvres-Saint-Jean, Sermaises et Thignonville | 8                  | 3 258              | 95,20 km2  | Projet en cours  |

## Corse
| Département | Nom | Communes devant fusionner | Nombre de communes | Nombre d'habitants | Superficie | Stade           |
| ----------- | --- | ------------------------- | ------------------ | ------------------ | ---------- | --------------- |
| Haute-Corse |     | Barbaggio et Patrimonio   | 2                  | 1 196              | 28,32 km2  | Projet en cours |

## Grand Est
| Département | Nom            | Communes devant fusionner            | Nombre de communes | Nombre d'habitants | Superficie | Stade           |
| ----------- | -------------- | ------------------------------------ | ------------------ | ------------------ | ---------- | --------------- |
| Ardennes    | Vireux-Molhain | Montigny-sur-Meuse et Vireux-Molhain | 2                  | 1 545              | 186,90 km2 | Projet en cours |

## Île-de-France
| Département    | Nom          | Communes devant fusionner | Nombre de communes | Nombre d'habitants | Superficie | Stade           |
| -------------- | ------------ | ------------------------- | ------------------ | ------------------ | ---------- | --------------- |
| Hauts-de-Seine | Bourg-Sceaux | Bourg-la-Reine et Sceaux  | 2                  | 41 054             | 5,46 km2   | Projet en cours |

## Normandie
| Département | Nom                     | Communes devant fusionner                                              | Nombre de communes | Nombre d'habitants | Superficie | Stade             |
| ----------- | ----------------------- | ---------------------------------------------------------------------- | ------------------ | ------------------ | ---------- | ----------------- |
| Eure        | Tilly-Panilleuse        | Panilleuse (commune déléguée de Vexin-sur-Epte) et Tilly               | 2                  | 1 019              | 21,06 km2  | Projet en cours,  |
| Eure        | Saint-Aubin-sur-Gaillon | Saint-Aubin-sur-Gaillon et Saint-Julien-de-la-Liègue                   | 2                  | 2 593              | 24,13 km2  | Projet en cours   |
| Eure        | Vernon                  | Vernon et Saint-Marcel                                                 | 2                  | 29 315             | 44,85 km2  | Projet en cours , |
| Orne        | Alençon                 | Alençon, Cerisé, Condé-sur-Sarthe, Damigny et Saint-Germain-du-Corbéis | 5                  | 35 288             | 35,89 km2  | Projet en cours   |

## Nouvelle-Aquitaine
| Département       | Nom          | Communes devant fusionner | Nombre de communes | Nombre d'habitants | Superficie | Stade            |
| ----------------- | ------------ | --- | ------------------ | ------------------ | ---------- | ---------------- |
| Charente-Maritime |              | Rouffiac et Saint-Sever-de-Saintonge | 2                  | 1 108              | 13,98 km2  | Projet en cours  |
| Corrèze           |              | Branceilles, La Chapelle-aux-Saints, Curemonte et Marcillac-la-Croze | 4                  | 931                | 31,22 km2  | Projet en cours, |
| Deux-Sèvres       |              | La Mothe-Saint-Héray et Sainte-Eanne | 2                  | 2 329              | 28,75 km2  | Projet en cours  |
| Deux-Sèvres       | Sainte-Verge | Brion-près-Thouet, Louzy, Saint-Cyr-la-Lande, Saint-Léger-de-Montbrun, Saint-Martin-de-Mâcon, Saint-Martin-de-Sanzay, Sainte-Verge et Tourtenay                           | 8                  | 6 570              | 133,50 km2 | Projet en cours, |
| Deux-Sèvres       |              | Saint-Jacques-de-Thouars et Saint-Jean-de-Thouars | 2                  | 1 745              | 10,51 km2  | Projet en cours  |
| Gironde           | Langon       | Langon, Saint-Pierre-de-Mons et Toulenne | 3                  | 11 394             | 29,56 km2  | Projet en cours  |
| Gironde           |              | Saint-Christophe-des-Bardes, Saint-Émilion, Saint-Étienne-de-Lisse, Saint-Hippolyte, Saint-Laurent-des-Combes, Saint-Pey-d'Armens, Saint-Sulpice-de-Faleyrens et Vignonet | 8                  | 4 612              | 76,63 km2  | Projet en cours  |

## Occitanie
| Département   | Nom | Communes devant fusionner                  | Nombre de communes | Nombre d'habitants | Superficie | Stade            |
| ------------- | --- | ------------------------------------------ | ------------------ | ------------------ | ---------- | ---------------- |
| Aveyron       |     | Brommat, Mur-de-Barrez et Taussac          | 3                  | 1 856              | 90,28 km2  | Projet en cours, |
| Haute-Garonne |     | Gourdan-Polignan et Montréjeau             | 2                  | 3 880              | 13,47 km2  | Projet en cours  |
| Hérault       |     | Brenas, Mérifons, Mourèze, Octon et Salasc | 5                  | 1 147              | 61,58 km2  | Projet en cours  |

## Provence-Alpes-Côte d'Azur
| Département  | Nom                       | Communes devant fusionner                                                                                                | Nombre de communes | Nombre d'habitants | Superficie | Stade            |
| ------------ | ------------------------- | --- | ------------------ | ------------------ | ---------- | ---------------- |
| Hautes-Alpes | Aspres-sur-Buëch          | Aspremont, Aspres-sur-Buëch, La Beaume, La Haute-Beaume, Montbrand, Saint-Julien-en-Beauchêne et Saint-Pierre-d'Argençon | 7                  | 1 692              | 58,70 km2  | Projet en cours  |
| Hautes-Alpes | Saint-Bonnet-en-Champsaur | La Fare-en-Champsaur et Saint-Bonnet-en-Champsaur                                                                        | 2                  | 2 543              | 46,12 km2  | Projet en cours, |